# Rue Soborna (Mykolaïv)
Pour les articles homonymes, voir Rue Soborna.
La rue Soborna (en ukrainien : вулиця Соборна ; en russe : улица Соборная) est une voie publique du centre-ville de Mykolaïv, ville portuaire du sud de l'Ukraine et capitale administrative de l'oblast de Mykolaïv.

## Description
La rue Soborna est une voie publique située dans le centre-ville de la ville de Mykolaïv. Orientée du nord au sud, parallèle à la rue de Moscou (uk) (Вулиця Московська en ukrainien) à l'est, elle débute rue Chkalova (Вулиця Чкалова) au sud et se termine rue Naberejna (Вулиця Набережна) au nord. Elle traverse certaines des grandes artères de la ville, dont, respectivement, du sud au nord, la perspective Central (uk) (Проспект Центральний) et la rue de l'Amiral Makarov (uk) (Вулиця Адмірала Макарова).
La rue est desservie par la ligne 3 du tramway de Mykolaïv, et par les lignes de trolleybus numéro 2, 5 et 6.

## Histoire
La rue a porté plusieurs noms au cours de son histoire ; elle portait à l'origine le nom de rue Soborna (en russe Sobornaïa), soit la « rue de la Cathédrale » (ukrainien: вулиця Соборна). Le nom original de la rue fait référence à l'église de Saint-Grégoire d'Arménie qui se situait au début de la rue et fut détruite dans les années 1930.
Peu après l'assassinat d'Alexandre II de Russie en 1881, la rue est baptisée rue Olexadrіvska (Alexandrovskaïa).
Après les événements révolutionnaires de 1917, la voie fut renommée en rue Radianska, soit la « rue soviétique », en référence aux conseils (soviets) d'ouvriers, de soldats et de paysans qui prirent le pouvoir.

## Sites remarquables
Plusieurs monuments se trouvent dans cette rue.
- Le monument à Lénine  maintenant retiré,
- le Monument aux travailleurs des chantiers navals et commandants de Mykolaïv.
- le magasin Children's world.

## Sources
- (uk) Cet article est partiellement ou en totalité issu de l’article de Wikipédia en ukrainien intitulé « Вулиця Соборна (Миколаїв) » (voir la liste des auteurs).